# Luka Razmadze
Luka Razmadze (ur. 30 grudnia 1983 w Gori) – gruziński piłkarz, grający na pozycji pomocnika, reprezentant Gruzji, od 2014 roku zawodnik Dila Gori. W reprezentacji Gruzji zadebiutował w 2008 roku. Do 24 października 2013 roku rozegrał w niej 11 meczów.